# エッセイ漫画
エッセイ漫画（エッセイまんが）とは、文学における随筆（エッセイ）になぞらえられるところから名づけられた。
内容的には、実録・知識・話題を作者の感想と共に描いているものを指して呼んでいることが多い。
純然たるエッセイ（随筆）としては、内容でなく形式こそが問題であり、作品全体の形式が、ストーリー劇として描くより、読者への語りかけとして語り手の作者が現れる、のが基本的特徴である。だいたい、作者が読者に語る感想・思索などが展開するのがエッセイ・随筆の展開である。
なので本来は、自伝・過去の実録というだけでは、または語られる話の中の登場人物として作者がいるだけでは、エッセイにはならないし、また、作品内に解説文がありその解説者としての作者があってもエッセイである理由にはならない。

## 概要
漫画作者の身の回りで起きた出来事やその感想をつづった一種の実録漫画が多く、これらはコミックエッセイとも称される。
メディアファクトリー（現・KADOKAWA）の「コミックエッセイ劇場」では「フツーの漫画と違う『作者の体験をベースにしたコミック』と言えばいいでしょうか?」と定義している。キャラクターや演出よりも読みやすさとテーマ性を重視することから、簡素で砕けた絵柄で描かれる傾向が強い。
知識解説まんがも形式が似ていてエッセイ漫画に含めたりする。
また、作品の内容は基本的にノンフィクションでありつつ、エッセイ漫画の体裁を用いたフィクションである作品（例：野原広子『離婚してもいいですか?』）や、基本はノンフィクションだが創作を織り交ぜて虚実を曖昧にして描かれる作品（例：桜玉吉『漫玉日記シリーズ』、みずしな孝之『いい電子』）も少なくない。
形式として、エッセイ・随筆的な漫画の描き方の始まりとしては、もともと少女漫画は少女小説と同じ雑誌に載っていたこともあり、吹き出しの外に文が書かれることがあった。それは心理描写の面が強かった。石ノ森章太郎の『江美子ストーリー』(1962年)　がその明確な形であり、のちに西谷祥子作品に断片がはさまることがあり、彼女の『花びら日記』(1967年末から連載) はいちおう日記書簡体の名目で、たまにはさまる地の文は心理描写以上に随筆的なことも多い。心理描写としてなら、すぐ後の時期に発表された大和和紀の『真由子の日記』、1978年に当時の読者・マニアに大きな注目を浴びた大島弓子の『綿の国星』は心理描写として吹き出し外や地の文が目立つ。以上は少女向けストーリー漫画作品の枠内であった。　そして、ささやななえの『おかめはちもく』（ビッグコミックフォアレディ1982年）では、当時新しい大人向け分野ということもあって、作品全体の内容・形式ともに明白に日記＋随筆の形式をコミカルに打ち出している (実話日記をうたったわけではない。日記的話の人物と随筆文の語り手(作者)とは別である。)。この作品は数年連載の後、第19回（1990年度）日本漫画家協会賞 優秀賞を受賞している。。
古くから漫画家は近況や実体験を綴ったおまけ漫画を単行本に描き下ろすことがあったが、1980年代からそういった漫画が独立した作品として成立しはじめた。漫画研究者の竹内美帆は、少女漫画雑誌『りぼん』に1986年から連載されたさくらももこ『ちびまる子ちゃん』が、シンプルで単純化されたコマ割りと描線により、エッセイ漫画を少女読者の枠を超えた広い層へ浸透させたと指摘する。またこの作品はアニメ化されて大評判となり、ナレーション視点＋日常ストーリー＝明るさをもってギャグ化した作品、という形を一般の常識に加えたといえる。
南信長は、80年代後半に登場した絵日記風の漫画（例：赤星たみこ『コロッケ通信』、まついなつき『みりん星通信』、もん『ザ・カリフラワーズトーク』）をエッセイ漫画の先駆けとみなしており、エッセイとギャグ漫画を融合させたという点ではとり・みき『愛のさかあがり』(1985年)を嚆矢としている。
1990年代前半に、主に育児雑誌に連載された育児コミック（例：田島みるく『あたし天使あなた悪魔』、青沼貴子『ママはぽよぽよザウルスがお好き』、石坂啓『赤ちゃんが来た』）からジャンルとして定着。また、大田垣晴子がミニコミ誌「話の特集」にてイラストと文章を組み合わせた「イラスト・エッセイ」を発表して日常観察漫画を切り開き、西原理恵子のルポ漫画（『恨ミシュラン』『鳥頭紀行』など）が無頼派という新機軸を切り開く。
2000年代以降、メディアファクトリー（現・KADOKAWA）の雑誌『ダ・ヴィンチ』が前述の大田垣などを起用して「コミックエッセイ」という呼称を浸透させる。その中でも小栗左多里『ダーリンは外国人』（2002年）は国際結婚という特殊な体験と日常を描いて大ヒットし、「コミックエッセイ」の作風の基盤となった。その後はウェブ上で発表していた漫画から出版化されるケースなども増えた。最近では、『ダ・ヴィンチ』との連携で開催する『コミックエッセイプチ大賞』など、エッセイ漫画に対象を限定した漫画賞も現れている。

## 代表的な作品

### 自伝漫画
漫画家の自伝・回想録的な作品。
- サザエさんうちあけ話（長谷川町子）
- まんが道（藤子不二雄Ⓐ）
- コミック昭和史（水木しげる）
- おれは見た （中沢啓治）
- はだしのゲン（中沢啓治）[7]
- 劇画漂流（辰巳ヨシヒロ）
- ちびまる子ちゃん （さくらももこ）[8]
- 失踪日記（吾妻ひでお）
- 地を這う魚（吾妻ひでお）
- 僕の小規模な失敗（福満しげゆき）
- 僕の小規模な生活（福満しげゆき）
- まんがかぞく（大島永遠）
- ど根性ガエルの娘（大月悠祐子）
- 人間仮免中（卯月妙子）
- ピコピコ少年（押切蓮介）
- 酔うと化け物になる父がつらい（菊池真理子）
- ゆがみちゃん（原わた）
- わが輩は「男の娘」である!（いがらし奈波）
- 母を亡くした時、僕は遺骨を食べたいと思った。（宮川サトシ）
- かんもくって 何なの!? しゃべれない日々を脱け出た私[9]（モリナガアメ）
- 岡崎に捧ぐ（山本さほ）
- 機能不全家族（夏目ユキ）
- 新人漫画家、風俗嬢になる（エバラユカ＋ふてね）
- 生きるために毒親から逃げました。（尾添椿）
- 明日食べる米がない！ ～親が離婚したら、お金どころか、なーんにもなくなりました!!～（やまぐちみづほ）

### 日記漫画
漫画家が身辺の日常を描いた作品。
- セキララシリーズ（けらえいこ）
- しあわせのかたち（桜玉吉）
- 防衛漫玉日記（桜玉吉）
- 幽玄漫玉日記（桜玉吉）
- 御緩漫玉日記（桜玉吉）
- 漫喫漫玉日記 深夜便（桜玉吉）
- まあじゃんほうろうき（西原理恵子）
- うちの妻ってどうでしょう?（福満しげゆき）
- 監督不行届（安野モヨコ）
- 東京都北区赤羽（清野とおる）
- おさんぽ大王（須藤真澄）
- 百姓貴族（荒川弘）
- まゆみ!（田辺真由美）
- ダーリンは外国人（小栗左多里）
- ねこまんが（こいずみまり）
- 神の見えざる金玉（相原コージ）[10]
- ニューヨークで考え中（近藤聡乃）
- 独りでできるもん（森下えみこ）
- 猫背を伸ばして（押切蓮介）
- 蓮介漫画日記（押切蓮介）
- 実話マンガ 愛が重たい女の子とばかりつきあう俺のヒリヒリ恋愛日記[11]（永瀬ようすけ）
- ダーリンは70歳（西原理恵子）
- だんな様はひろゆき（西村ゆか）
- リアル風俗嬢日記（Ω子）
- 今日も拒まれてます(ポレポレ美)

### レポート漫画
漫画家が実際に取材してその感想を綴ったり、自らの特殊な経験を紹介したりする漫画。紀行ものや闘病記も含む。
- ぢるぢる旅行記（ねこぢる）
- 高齢出産ドンとこい!!（藤田素子）
- 鳥頭紀行（西原理恵子）
- できるかな（西原理恵子）
- 刑務所の中（花輪和一）
- ツレがうつになりまして。（細川貂々）
- 日本人の知らない日本語（海野凪子・蛇蔵）
- 性別が、ない!（新井祥）
- みんな元気に病んでいる。 心がしんどい普通の人々（藤臣柊子）
- 病気じゃないよ、フツーだよ 神経科に行ってみよー（藤臣柊子）
- ヨメトレ（新條まゆ）
- 失踪日記2 アル中病棟（吾妻ひでお）
- アル中ワンダーランド（まんしゅうきつこ）
- ドキばぐ（柴田亜美）
- 理系の人々 (よしたに)
- おごってジャンケン隊（現代洋子）
- いい電子（みずしな孝之）
- わびれもの（小坂俊史）
- 実録企画モノ（卯月妙子）
- あんたっちゃぶる（鈴木みそ）
- 銭（鈴木みそ）
- 腸よ鼻よ（島袋全優）
- 世田谷イチの洋館の家主になる（山下和美）
- 毒親サバイバル（菊池真理子）
- こんな家族なら、いらない。（尾添椿）
- そんな親、捨てていいよ。 ～毒親サバイバーの脱出記録～（尾添椿）

### 育児漫画
育児を題材とした漫画。
- 毎日かあさん（西原理恵子）
- 親バカの壁（魔夜峰央）
- そせじ（山野一）
- うちの3姉妹（松本ぷりっつ）
- みーたんシリーズ (まつざきしおり)

### ペット漫画
ペット（まれに野生動物）の観察を題材とした動物漫画。日記漫画の一種でもある。
- ハムスターの研究レポート（大雪師走）
- とりぱん（とりのなん子）
- 猫なんかよんでもこない。（杉作）
- でかポメ（橘紫夕）

### グルメ漫画
料理・グルメ漫画のうち、作者自身が登場するもの。レポート漫画の一種でもある。
- 昼のセント酒（久住昌之・泉晴紀）
- 女くどき飯（峰なゆか）
- いいなりゴハン（森繁拓真）

### 時事漫画
作者自身が作品の中に登場し、時事問題に対して自身の見解を描く漫画。
- ゴーマニズム宣言（小林よしのり）
- 文化人類ぎゃぐ（相原コージ）
- 大市民（柳沢きみお）